# MARICA
MARICA (рум. Mașina Automată cu Relee a Institutului de Calcul al Academiei — «Автоматическая релейная машина Вычислительного института Академии») — румынский экспериментальный компьютер, разработанный в 1959 году в Клужском вычислительном институте (Институт численного анализа имени Т. Поповича). Команда разработчиков: Г. Фаркаш, М. Боку, Адзола Бруно; глава команды — Манфред Росман.

## Описание

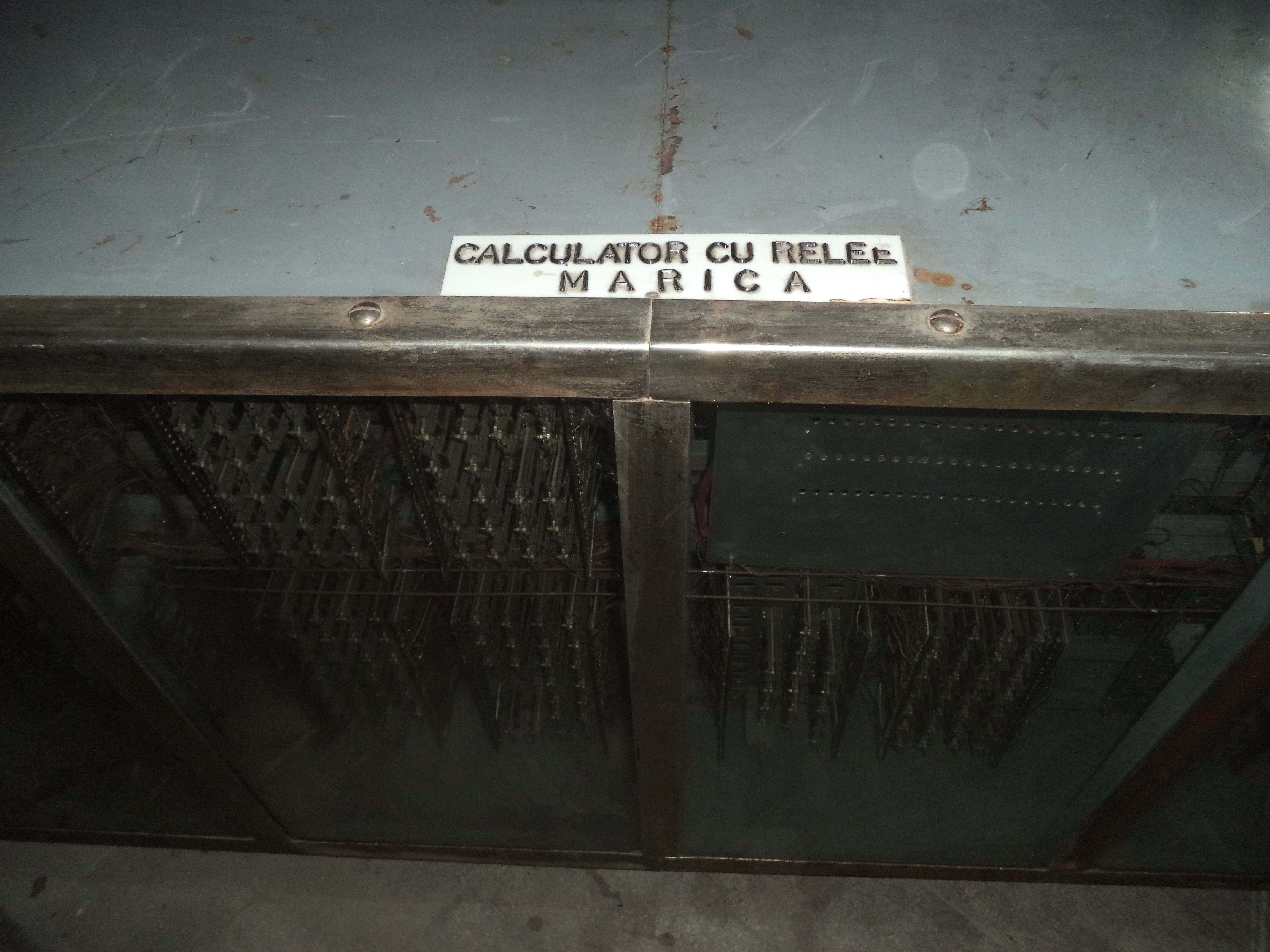
Логотип компьютера и реле

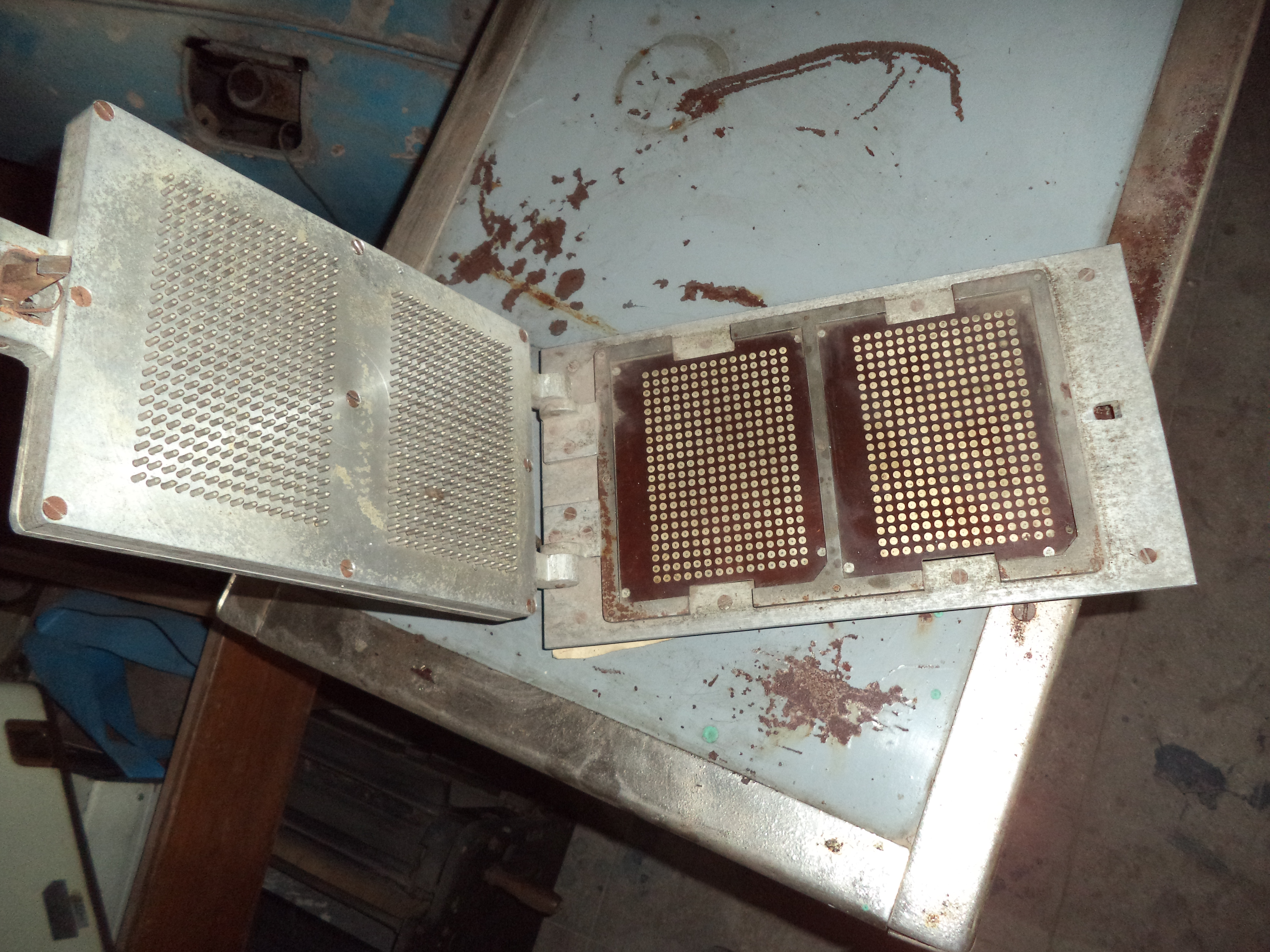
Устройство для ввода данных

Компьютер был параллельного типа с фиксированной точкой и адресностью, производительность составляла 180 операций сложения/вычитания в минуту. Компьютер мог выполнять основные арифметические операции, а также другие операции для автоматического проведения вычислений. Ввод данных в автомат производился в двоичной системе счисления, вывод — в десятичной. Числа были представлены в двоичной системе, поддерживавшей до 22 символов. Для сборки использовались электромагнитные реле телефонного типа, транзисторы и лампы. В настоящее время — экспонат Национального технического музея имени Димитрие Леониды.